# Дустов, Кара
Кара Дустов (1902, территория современного Таджикистана — после 1964) — советский таджикский деятель сельского хозяйства, председатель колхоза «XIX партсъезда». В 1957 году был удостоен звания Героя Социалистического Труда, но в 1963 году был осуждён за экономические преступления и в 1964 году был лишён звания Героя.

## Биография
Дустов Кара родился в 1902 году на территории современного Файзабадского района (Таджикистан). По национальности был таджиком. Образования не имел.
К середине 1950-х годов занимал должность председателя колхоза «XIX партсъезд». За время своего пребывания на этой должности добился успехов в работе колхоза, способствовал развитию хлопководства. За это, 17 января 1957 года он был удостоен звания Героя Социалистического Труда.
14 августа 1963 года судебная коллегия Таджикской ССР рассмотрела дело о хищениях в особо крупных размерах и приписках, по которому проходило 20 человек, из них четыре Героя Социалистического Труда ― Кара Дустов, Ходжа Зиябеков, Рахим Мавлянов и Гафур Тураев. Кара Дустов обвинялся в том, что находясь на должности председателя колхоза «XIX партсъезд», вступил в преступную связь с партийным работником Рахимом Мавляновым, сообщал неверные данные о заготовке и сдаче государству хлопка-сырца. В целях скрыть это преступление Дустов купил у работников хлопкового завода бестоварные накладные на сдачу колхозом 805,8 тонн хлопка на суму 464 170 дореформенных советских рублей. Также было установлено, что Дустов занимался хищениями колхозных денег и имущества в особо крупных размерах, а также злоупотреблял служебным положением. В итоге суд приговорил Кару Дустова к 15 годам лишения свободы и вынес представление о лишении его государственных наград. 17 ноября 1964 года указом Президиума Верховного Совета СССР «в связи осуждением за обман государства, расхищение государственных и общественных средств в крупных размерах» Дустов лишён звания Героя Социалистического Труда и всех наград.
Дальнейшая судьба неизвестна.

## Награды
Кара Дустов был удостоен, а затем 17 ноября 1964 года лишён следующих наград:
- Звание Герой Социалистического Труда (Указ Президиума  Верховного Совета СССР от 17 января 1957) — «за выдающиеся успехи, достигнутые в деле развития советского хлопководства, широкое применение достижений науки и передового опыта в возделывании хлопчатника и получение высоких и устойчивых урожаев хлопка-сырца»;
Золотая медаль «Серп и Молот» (17 января 1957 — № 7079);
Орден Ленина (17 января 1957 — № 305258);
- 2 ордена Трудового Красного Знамени (1 марта 1948 и 23 октября 1954).